# Cucullia ledereri
Cucullia ledereri là một loài bướm đêm trong họ Noctuidae.